# Peso (moneda de Argentina)
El peso (símbolo: $; ISO 4217: ARS) es la moneda de curso legal de la República Argentina desde 1992, cuando reemplazó al austral. Fue conocido como «peso convertible» debido a su paridad con el dólar desde su creación hasta la modificación de la Ley N.º 23.928 de Convertibilidad en 2002. Comenzó a circular el 1 de enero de 1992 bajo la mencionada ley de 1991.

## Evolución del tipo de cambio
Como resultado de las hiperinflaciones que se produjeron al final de la presidencia de Raúl Alfonsín (1983-1989) y en el primer año de gestión de Carlos Menem (1989-1999), en 1991 se estableció una regla monetaria de tipo de cambio fijo y la creación de este nuevo cono monetario, que equivalió a 10 000 australes, y desde el 1 de enero de 1992 tuvo un valor monetario igual a 1 dólar estadounidense por peso, este sistema perduro durante 10 años, hasta que el 7 de enero de 2002 el Senado sancionó la devaluación del peso, tras más de una década de paridad con el dólar.
A partir de la derogación parcial de la Ley de Convertibilidad en el año 2002, bajo el gobierno de Eduardo Duhalde, debido a la fuerte crisis política y económica, el dólar subió su cotización respecto a la divisa argentina 40,25 % (de 1 peso a 1,40 pesos/dólar) llegando a perder un tercio de su valor frente a la moneda estadounidense.
Durante el mandato de Néstor Kirchner, el peso se devaluó 8.3 % (de 2,87 a 3,13 pesos por dólar) y luego, en el de Cristina Fernández de Kirchner, 67.8 % (de 3,13 a 9,74 pesos por dólar), enmarcándose en la política de "flotación administrada" llevada a cabo por el Banco Central de la República Argentina (BCRA), con el mandato de preservar reservas monetarias y garantizar la competitividad cambiaria, y asegurar el pago de la deuda externa.
A fines del año 2011 fueron implementadas medidas de control de cambios, que lograron reducir en un 85 % la fuga de capitales, aunque también disminuyeron las reservas internacionales del BCRA en relación con el récord histórico del 26 de enero de 2011, cuando se ubicaban en 52 654 millones de dólares, alcanzando 31 433 millones de dólares al 5 de enero de 2015. Una consecuencia de dichas medidas fue la aparición de tipos de cambio múltiples y un mercado paralelo (llamado coloquialmente dólar blue), al que accedían particulares y empresas. Dichas medidas serían flexibilizadas el 27 de enero de 2014, tras una fuerte devaluación en las jornadas previas, con un monto de compra autorizado o cupo determinado por la AFIP de acuerdo a la capacidad contributiva del interesado, no pudiendo exceder el 20 % de sus ingresos mensuales registrados.

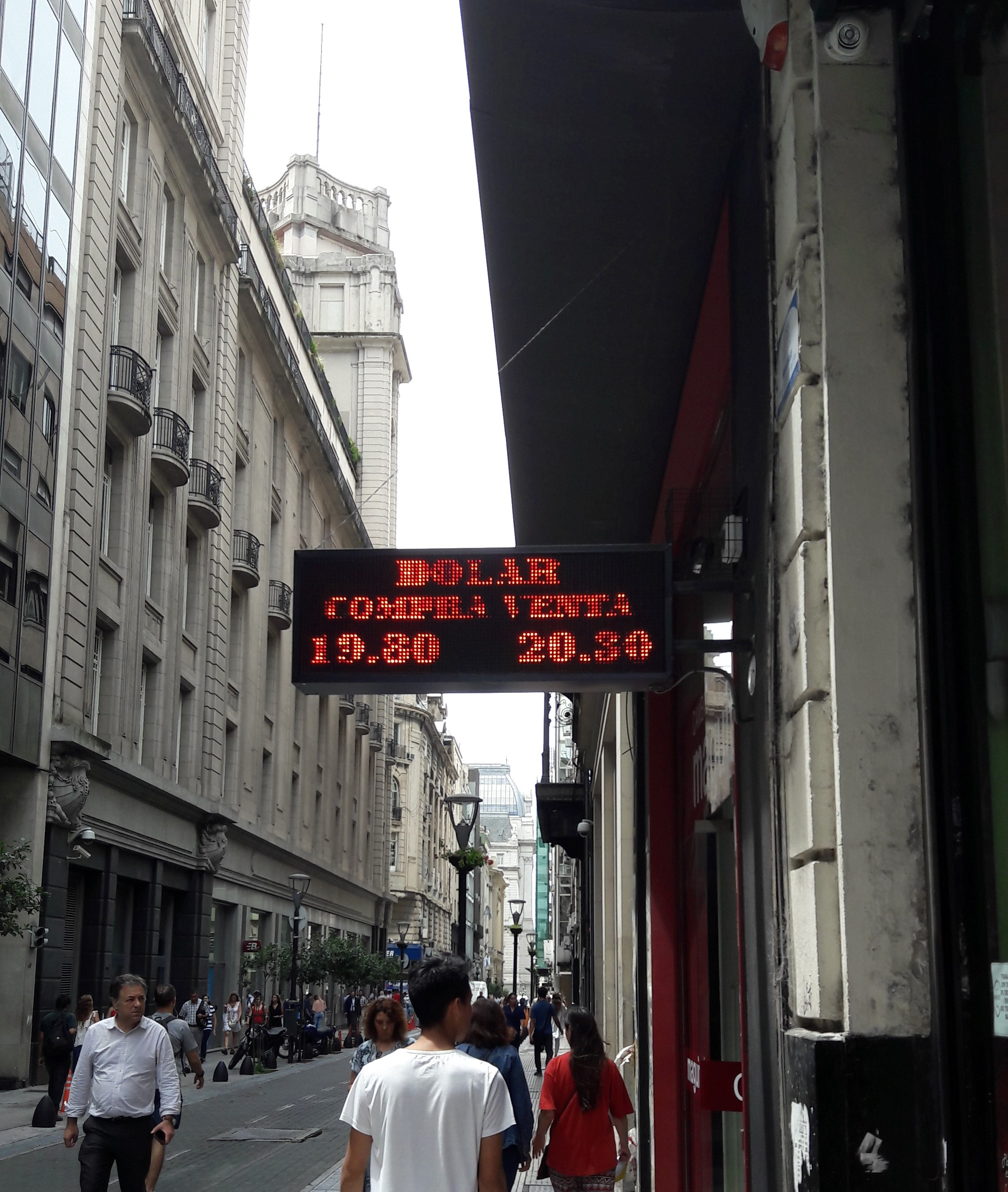
Casa de cambio con el precio del dólar, en la calle Sarmiento de San Nicolás, Ciudad de Buenos Aires, el 9 de febrero de 2018.

El 17 de diciembre de 2015, a una semana de la asunción de Mauricio Macri como presidente, se liberó el tipo de cambio y se flexibilizó la adquisición de moneda extranjera a la población. Ese día, el peso experimentó una devaluación del 29.5 % en el mercado oficial, al pasar de 9,83 a 13,95 por dólar. A partir de ese momento, el tipo de cambio pasó a ser flotante bajo administración. El país necesitaba salir de una situación de default debido al Juicio de los fondos buitre contra Argentina. En julio de 2017, el peso cotizaba a 17,66 por dólar, sufriendo una depreciación de un 82 % desde la liberalización del mercado cambiario. Para fines de ese año la moneda argentina se ubicaba como la de peor desempeño en 2017 entre las monedas emergentes.
En mayo de 2018, el peso cotizaba a 24,00 por dólar, habiendo experimentado una depreciación de 59 % con respecto a la moneda estadounidense desde el inicio de la gestión de Macri. Hacia agosto de 2018 el peso se devaluó nuevamente superando los 30 pesos por dólar, mientras que en los países vecinos como Brasil y Uruguay el peso se tomaba a 40 por dólar. A fines de agosto de 2018, el peso cotizaba cercano a los 40 unidades por dólar, habiéndose depreciado 75.4 % desde la asunción de Mauricio Macri y acumulando un 125 % entre los doce meses anteriores.
El 12 de agosto de 2019 el peso cerró en 57,30 unidades por dólar en el mercado oficial, implicando una depreciación del 21,3 % en pocas horas. El exministro de economía, Martín Redrado, denunció que el gobierno había decidido no intervenir en el mercado de cambios, señalando que existió una orden del Banco Central para que «el dólar se vaya a donde se tenga que ir, de modo tal que los argentinos aprendan a quién votar». Macri, por su parte, desmintió tales declaraciones y señaló que no existió ninguna orden en ese sentido. La denuncia se encuentra dirimiéndose en la justicia.

### Cepo cambiario (2019 - 2025)
El 2 de septiembre, el gobierno estableció un límite de compra de 10 000 dólares por mes o su equivalente en otras monedas. En las semanas siguientes, y a pesar de la intervención oficial del Banco Central, el peso continuó devaluándose y tocó, el viernes 25 de octubre, un mínimo de 65 unidades por dólar. El 28 de octubre, el Banco Central emitió una adecuación para proteger la estabilidad cambiaria, restringiendo la compra a un máximo de 200 dólares o su equivalente, de forma mensual y por persona, atento a la caída del stock de reservas y al inicio de la transición entre el gobierno saliente y el electo.
En diciembre de 2019, encontrándose en vigencia las medidas dictadas por el gobierno de Macri y tras la asunción del nuevo presidente Alberto Fernández, el tipo de cambio oficial cotizaba cercano a los 63 pesos por dólar. El 23 de diciembre se creó el impuesto PAIS a través de la Ley 27.541 por cinco periodos fiscales cargando un 30 % a las compras de moneda extranjera con fines de ahorro sobre la cotización oficial para los residentes argentinos, compra de pasajes aéreos al exterior y otros, si bien en el mercado negro se negociaba en torno a los 78,50 pesos. Luego de esta implementación, el acceso al dólar oficial se limitó a ciertas actividades (medicinal, compra de libros, entre otras), por lo que desde este momento se deberá tomar este nuevo valor frente a las personas que quieran comprar la divisa extranjera. Meses después, hacia mediados de agosto de 2020, la cotización oficial rondaba los 77,50 unidades por dólar y el tipo de cambio informal escalaba hasta los 135 pesos, un valor cercano al registrado en el dólar financiero llamado «contado con liquidación» (CCL).
El 16 de septiembre de 2020, el Banco Central informó mediante una resolución un recargo adicional del 35 % para la compra de moneda extranjera para ahorro, así como para el consumo de tarjetas en bienes y servicios a pagar en moneda foránea. Tras los anuncios, el mercado negro cotizó a 145 pesos por cada dólar así como en los países vecinos en casas de cambio en la frontera de Uruguay para viajeros, mientras que aquel que se obtiene de la compra y venta de bonos —popularmente conocido como MEP— cotizaba a 135 pesos por cada dólar.
Para finales de enero de 2022, el tipo de cambio oficial estaba en 110 pesos por dólar, mientras que el dólar informal rondaba los 212 pesos por dólar, habiendo llegado a un pico de 223 pesos previo al anuncio de acuerdo de deuda con el FMI. No obstante, a finales de julio de 2022, el dólar informal volvió a tener tendencias alcistas, dejándolo a un precio de 340 pesos por dólar, marcando un récord histórico, mientras que la cotización oficial se encontraba alrededor de los 130 pesos.
A mediados de mayo de 2023, el dólar blue cotizaba a casi 500 pesos. Mientras tanto la brecha entre la cotización del dólar oficial y el dólar blue superaba el 106 %. El día 12 de julio, el dólar blue superó los 500 pesos, cotizando a 503 pesos por dólar. El 19 de julio el dólar blue alcanzó los 525 pesos. El lunes 24 de julio el dólar blue alcanzó los 552 pesos, mientras que el 4 de agosto cotizó a 574 pesos. El dólar blue continuó subiendo hasta llegar a los 600 pesos, el 9 de agosto. El 15 de agosto llegó a 715 pesos y dos días más tarde alcanzó los 800 pesos.
Al 11 de abril de 2025, en el mercado oficial un dólar estadounidense equivale a $ 1076, y un euro equivale a $ 1221. En el mercado paralelo promedio, en cambio, un dólar estadounidense equivale a $ 1364 significando una brecha del 30 %.

### Eliminación del cepo cambiario
En abril de 2025, con un tipo de cambio oficial cercano a los 1100 pesos por dólar, se anunció el levantamiento de la mayoría de las restricciones cambiarias para personas físicas y la introducción de un sistema de flotación por bandas, donde la cotización de la moneda estadounidense se movería entre los 1000 y 1400 pesos por dólar.Al final del primer día hábil con el nuevo esquema cambiario, el valor del dólar oficial se ubicó en 1230 pesos, observándose una devaluación en torno al 12%,mientras que el dólar paralelo cotizó a 1285 pesos, resultando una brecha cambiaria del 4%.

## Denominaciones en circulación
A noviembre de 2024 se emplean billetes de 10, 20, 50, 100, 200, 500, 1000, 2000, 10 000 y 20 000 pesos. Aunque se encuentran en desuso, son de curso legal monedas de 1, 5, 10, 25 y 50 centavos; y de 1, 2, 5 y 10 pesos.

### Primeras series
Durante el año 1991, se promulgaron la Ley N.º 23.928 de Convertibilidad del Austral, que estableció una relación cambiaria fija a razón de 1 dólar estadounidense por cada 10.000 australes, y el Decreto del Poder Ejecutivo N.º 2.128, que dispuso la introducción de la línea monetaria «peso» a razón de 1 peso por cada 10.000 australes. Así quedaría determinada la regla monetaria popularmente conocida como el «uno a uno», caracterizada por el vocablo «Peso convertible de curso legal» que aparecía en los primeros billetes de 1, 2, 5, 10, 20, 50 y 100 pesos, emitidos a partir del año 1992, con los rostros de Carlos Pellegrini, Bartolomé Mitre, José de San Martín, Manuel Belgrano, Juan Manuel de Rosas, Domingo Faustino Sarmiento y Julio Argentino Roca, respectivamente. Asimismo, fueron acuñadas monedas de 1, 5, 10, 25 y 50 centavos de la nueva línea monetaria.
En 1994, se acuñó por primera vez la moneda bimetálica de un peso, que sustituyó al billete de igual denominación. Más tarde, en el año 1997 se rediseñaron los billetes restantes, manteniendo los motivos pero incluyendo mejoras en los grabados, papel de gramaje superior y nuevas medidas de seguridad. La primera serie de billetes fue paulatinamente reemplazada y dejó de tener vigencia en diferentes fechas según la denominación: 2 pesos el 26 de noviembre de 1997, 5 pesos el 22 de junio de 1998, 10 pesos el 14 de enero de 1998, 20 pesos el 18 de enero de 2000, 50 pesos el 19 de julio de 1999, 100 pesos el 3 de diciembre de 1999.
El 6 de enero de 2002, la Ley N.º 25.561 de Emergencia pública y reforma del sistema cambiario derogó los artículos 1.º y 2.º de la Ley N.º 23.928 de Convertibilidad, eliminando las operaciones de conversión monetaria 1 a 1 y la exigencia de contar con reservas por el 100% de la base monetaria. A partir de entonces, se dispuso suprimir el vocablo «convertibles de curso legal» en los billetes de la línea monetaria.
Todas las medidas de seguridad están presentes en los billetes: marca de agua, tinta ópticamente variable, (todos los billetes tienen el valor impreso, arriba a la izquierda, en tinta que cambia del color verde al azul si se inclinan), motivo complementación frente-dorso (realizado en offset); microletra; identificación para ciegos; imagen latente; hilo de seguridad; impresión en tinta invisible (solo visible con luz ultravioleta).

### Diseños de los billetes en los gobiernos de Fernández de Kirchner y Macri
Durante el año 2008 fueron presentados en el Congreso de la Nación Argentina diversos proyectos que tenían como objeto el reemplazo o el rediseño de los pesos en circulación. Uno de los proyectos, firmado entre otros por Roy Cortina (Partido Socialista) y Claudio Morgado (Frente para la Victoria), propuso la adición de Eva Perón en el anverso de los billetes y en el reverso una imagen relacionada con el voto femenino. Otro de los proyectos, presentado por la diputada Cecilia Merchán (Encuentro Popular de Córdoba), alineada políticamente al kirchnerismo, propugnaba en el billete de 100 pesos colocar a Juana Azurduy.
Finalmente, en el año 2012, se anunció y emitió un billete conmemorativo de 100 pesos con el rostro de Eva Perón en conmemoración del 60.º aniversario de su fallecimiento, con una partida inicial de 19 040 000 billetes (serie A). El nuevo diseño fue premiado por la industria internacional durante la Segunda Conferencia Internacional de Impresiones de Alta Seguridad en Bogotá, Colombia. La emisión del billete conmemorativo de Eva Perón resultó ser el inicio de la tercera serie de billetes, denominada «Tenemos Patria». El billete de 100 pesos entró en circulación en julio de 2013 a partir de la serie B. Al comienzo, algunos comercios no aceptaban los nuevos billetes, sobre todo los de la serie A. Por esta razón el Banco Central exhortó al público que ambos billetes eran de «curso legal», y debían ser aceptados. La edición 2014 del libro de los billetes del mundo, un catálogo internacional, incluyó al billete de 100 pesos con la imagen de Eva Perón en la tapa. Anteriormente, cuando había sido premiado, Martyn White, presidente de la entidad organizadora, indicó «la estética atractiva de la moneda papel», diciendo que el billete era de «primera clase» y que su presentación era «integrada y comprensiva». También se refirió al «contexto histórico de la materia con que que la población argentina se podría identificar fácilmente». El billete de Eva Perón no reemplazó al anterior diseño con el rostro de Julio Argentino Roca, sino que convive con ellos.
El 2 de abril de 2014, en el acto de conmemoración por el aniversario de la guerra de las Malvinas, Cristina Fernández de Kirchner presentó en la Casa Rosada el billete de 50 pesos con motivo del aniversario reclamo argentino sobre aquellas islas, y en homenaje al Gaucho Rivero. El boceto del billete fue diseñado en tonos azules y celestes y luce el contorno de las islas y un cormorán, típica ave de las costas atlánticas. En el reverso, está la figura del Gaucho Rivero a caballo levantando la bandera argentina. Rivero fue un peón de campo que lideró el alzamiento contra la ocupación británica en las Malvinas en 1833. No reemplazó al anterior diseño con el rostro de Domingo Faustino Sarmiento, sino que convive con ellos.
Meses más tarde, en junio de 2014, durante el acto de conmemoración del fallecimiento de Manuel Belgrano, Cristina Fernández de Kirchner presentó el rediseño del billete de 10 pesos que si bien sigue centrado en la imagen de Belgrano, rinde homenaje además a Juana Azurduy, Pedro Ríos y a los soldados que juraron por primera vez a la bandera argentina a orillas del río Paraná en Rosario.
El 25 de marzo de 2015, tras las conmemoraciones por el aniversario de la Dictadura Cívico-Militar iniciada en 1976, la presidenta presentó el boceto de un billete conmemorativo de 100 pesos, alusivo a la causa de las Madres y Abuelas de Plaza de Mayo. Sin embargo, este billete nunca fue impreso ni puesto en circulación.
El 15 de enero de 2016, durante el gobierno del expresidente Mauricio Macri, el Banco Central de la República Argentina anunció una nueva familia de billetes que circularían desde mediados de 2016. Sus fundamentos son: “Celebrar la vida”, “Enfatizar el futuro más que el pasado”, “Pasar de la solemnidad a la alegría”, “Reivindicar el federalismo”, “Somos más que sólo hombres y mujeres” y “Encontrarnos todos los argentinos”. Dicha familia de billetes contiene animales y flores nacionales al frente, y su hábitat natural al dorso. Se presentaron billetes de 20, 50, 100, 200, 500 y 1000 pesos. El billete de 500 pesos recibió el Premio LatiNum al mejor billete latinoamericano 2015/2016 y fue elegido entre los cuatro mejores billetes del mundo, con el segundo puesto compartido, por el mérito artístico, el diseño, la seguridad y el uso del color por la International Bank Note Society (IBNS). El billete de 50 pesos fue nominado por la IBNS al premio de “Billete del año”, entre más de 150 billetes en todo el mundo en el año 2018. El billete de 200 pesos fue premiado como el mejor billete latinoamericano 2016/2017 por LatiNum.
En octubre de 2017 se anunció la retirada del billete de dos pesos, que fue sustituido por las monedas de idéntico valor. Dicho billete ha sido quitado de circulación el 30 de abril de 2018.
En diciembre de 2018 se incorporó a las monedas vigentes un nuevo diseño de la moneda de un peso con un menor tamaño y tono rojizo y un jacarandá, además de la de cinco pesos de color plateado y teniendo la misma un arrayán. Estas dos monedas son parte de la Línea Peso: Árboles de la República Argentina.
En julio de 2019 se anunció la retirada del billete de cinco pesos, también sustituido por las monedas del mismo valor. El billete fue quitado de circulación el 29 de febrero de 2020.

### Nuevos diseños
En marzo de 2022, el gobierno de Alberto Fernández presentó nuevos billetes, lo cual generó controversia debido a que mantuvieron los mismos valores en circulación. Estos billetes reemplazarían a los anteriores que representaban animales emitidos durante el gobierno de Mauricio Macri. Los nuevos billetes destacan por incluir figuras como Eva Perón en el de 100 pesos, Juana Azurduy y Martín Miguel de Güemes en el de 200 pesos, Manuel Belgrano y María Remedios del Valle en el de 500 pesos, y el general José de San Martín en el de 1000 pesos. Sin embargo, hasta la fecha, solo el billete de 1000 pesos ha sido puesto en circulación.
En febrero de 2023, el Banco Central anunció la emisión de un nuevo billete de 2000 pesos, con las figuras de Ramón Carrillo y Cecilia Grierson, mientras que en el reverso aparece el Instituto Malbrán. Inicialmente, este diseño fue pensado como un billete de 5000, pero la idea fue descartada. La puesta en circulación fue efectiva en julio del mismo año.
Esta serie de billetes fue objeto de críticas por no contener denominaciones más altas, de la misma forma que también se había criticado la serie Tenemos Patria del gobierno de Cristina Fernández de Kirchner. Al finalizar el mandato de Fernández, en diciembre de 2023, el billete más alto (2000 pesos) equivalía a unos 2 dólares aproximadamente.
Ya bajo un nuevo gobierno, en mayo de 2024, el Banco Central lanzó un billete de 10 000 pesos con las imágenes de Manuel Belgrano y de María Remedios del Valle en el anverso, y la recreación artística de la escena de la Jura de la Bandera en el reverso. Para ahorrar tiempo, el billete reutilizó el diseño desarrollado por la administración de Fernández para el billete de 500.
En noviembre del mismo año entró en circulación un billete de 20 000 pesos con el retrato de Juan Bautista Alberdi en el anverso y su casa natal en el reverso.

### Diseño de las monedas
Inicialmente, se emitieron monedas de 1, 5, 10, 25 y 50 centavos. En 1994, se introdujo la moneda de 1 peso, que sustituyó al billete de la misma denominación, siendo la primera moneda bimetálica acuñada en Argentina. En su interior se puede ver una recreación de la primera moneda patria.
A partir del año 2011 comenzaron a circular las monedas de 2 pesos en reemplazo del billete. Esta emisión responde a la necesidad de reemplazar al billete de manera paulatina, puesto que los billetes de baja denominación y mucha circulación tienen una vida corta. En cambio, las monedas duran mucho más, según detallaron expertos del BCRA. Estas monedas son bimetálicas, como las de un peso, pero a la inversa: núcleo plateado y reborde dorado. El diseño está conformado por cuatro secciones lisas y cuatro ranuradas, alternadas entre sí, para facilitar el reconocimiento al tacto por parte de personas con dificultades visuales. Su composición metálica consta de una aleación de cobre (92 %), aluminio (6 %) y níquel (2 %) en el anillo, y de cobre (75 %) y níquel (25 %) en el núcleo.
En diciembre de 2017 se anunciaron monedas de 1, 2, 5 y 10 pesos con diseño de «Árboles de la República Argentina».
Actualmente las monedas han sido descontinuadas debido a la inflación y al aumento del costo de los materiales de producción.

## Billetes de curso legal

### Primera serie «Convertibles»
Actualmente fuera de circulación legal, fueron reemplazados en el año 2000 por los de la segunda serie.
| Denominación            | Color principal | Anverso                    | Reverso                                                        | Circulación legal |
| ----------------------- | --------------- | -------------------------- | -------------------------------------------------------------- | ----------------- |
| $ 1 (series A-B-C-D-L)  | Azul marino     | Carlos Pellegrini          | Congreso Nacional                                              | No 1992-1995      |
| $ 2 (series A-B-C)      | Azul            | Bartolomé Mitre            | Museo Mitre                                                    | No 1992-1997      |
| $ 5 (series A-B-C-L)    | Verde           | José de San Martín         | Cerro de la Gloria                                             | No 1992-1998      |
| $ 10 (series A-B-C-D-E) | Marrón          | Manuel Belgrano            | Monumento a la Bandera                                         | No 1992-1998      |
| $ 20 (series A-B)       | Rojo            | Juan Manuel de Rosas       | Combate de la Vuelta de Obligado                               | No 1992-1998      |
| $ 50 (series A-B)       | Negro           | Domingo Faustino Sarmiento | Pirámide de Mayo y Casa de Gobierno                            | No 1992-1999      |
| $ 100 (series A-B-C-D)  | Violeta         | Julio Argentino Roca       | La Conquista del Desierto (óleo del pintor Juan Manuel Blanes) | No 1992-1999      |

### Segunda serie «Nuevo diseño»
Actualmente en circulación legal desde 1997, conviviendo con la tercera serie desde 2013, la cuarta serie desde 2016 y la quinta serie desde 2023. En las emisiones siguientes al año 2002 se suprimió el vocablo "convertibles de curso legal" en los billetes según lo establecido por la Ley 25.561.
Los billetes de 2 pesos fueron retirados de circulación el 30 de abril de 2018, siendo reemplazados por las monedas de idéntica denominación de la primera y la segunda serie de monedas. Asimismo, los billetes de 5 pesos fueron retirados de circulación el 29 de febrero de 2020.
| Denominación                                                                              | Color principal | Anverso                    | Reverso                                                        | Circulación legal |
| ----------------------------------------------------------------------------------------- | --------------- | -------------------------- | -------------------------------------------------------------- | ----------------- |
| $ 2 (series A-B-C-D-E-F-G-H-I-J-K-L-M)                                                    | Azul            | Bartolomé Mitre            | Museo Mitre                                                    | No 1997-2018      |
| $ 5 (series A-B-C-D-E-F-G-H-I-J)                                                          | Verde           | José de San Martín         | Cerro de la Gloria                                             | No 1998-2020      |
| $ 10 (series A-B-C-D-E-F-G-H-I-J-K-L-M-N-Ñ-O-P-Q)                                         | Marrón          | Manuel Belgrano            | Monumento a la Bandera                                         | Sí 1998-          |
| $ 20 (series A-B-C-D-E-F-G)                                                               | Rojo            | Juan Manuel de Rosas       | Combate de la Vuelta de Obligado                               | Sí 1999-          |
| $ 50 (series A-B-C-D-E-F-G-H-I)                                                           | Negro           | Domingo Faustino Sarmiento | Pirámide de Mayo y Casa de Gobierno                            | Sí 1999-          |
| $ 100 (series A-B-C-D-E-F-G-H-I-J-K-L-M-N-Ñ-O-P-Q-R-S-T-U-V-W-X-Y-Z-AA-BA-CA-DA-EA-FA-GA) | Violeta         | Julio Argentino Roca       | La Conquista del Desierto (óleo del pintor Juan Manuel Blanes) | Sí 1999-          |

### Tercera serie «Tenemos Patria»
Actualmente en circulación legal desde 2013, conviviendo desde entonces con la segunda serie y con la cuarta serie desde 2016 y la quinta serie desde 2023.
Todos los billetes de esta serie fueron anunciados con un título que los identifica: 5 pesos "San Martín. El sueño de la Patria Grande", 10 pesos "Manuel Belgrano. Alta en el cielo", 20 pesos "Juan Manuel de Rosas. Héroes del Paraná", 50 pesos "Islas Malvinas. Un amor soberano", 100 pesos "Eva Perón. Un instante hacia la eternidad" y 100 pesos "Memoria, Verdad y Justicia. Un camino hacia la identidad".
El 4 de abril de 2016 se anuncia que la serie de billetes de 100 pesos de María Eva Duarte de Perón sería extendida con las letras AA, además que incluye en sus laterales un nuevo elemento de seguridad para personas con capacidades visuales reducidas.
Los billetes de 5 pesos fueron retirados de circulación el 29 de febrero de 2020.
| Denominación                                                                                       | Color principal | Anverso                                                                 | Reverso | Circulación legal |
| -------------------------------------------------------------------------------------------------- | --------------- | ----------------------------------------------------------------------- | --- | ----------------- |
| $ 5 (series A-B-C)                                                                                 | Verde           | José de San Martín                                                      | Libertadores de América: Artígas, Bolívar, San Martín y O'Higgins                                          | No 2015-2020      |
| $ 10 (series A-B-C)                                                                                | Marrón          | Manuel Belgrano                                                         | Juana Azurduy y el primer izamiento del pabellón nacional y juramento de los soldados de Belgrano.         | Sí 2016-          |
| $ 20                                                                                               | Rojo            | Juan Manuel de Rosas y Lucio Norberto Mansilla                          | Combate de la Vuelta de Obligado                                                                           | No cancelado      |
| $ 50 (series A-B)                                                                                  | Azul            | Islas Malvinas, Georgias del Sur y Sandwich del Sur                     | Gaucho Antonio Rivero con la Bandera Argentina, el Cementerio de Darwin, y el crucero ARA General Belgrano | Sí 2015-          |
| $ 100 (series A-B-C-D-E-F-G-H-I-J-K-L-M-N-Ñ-O-P-Q-R-S-T-U-V-W-X-Y-Z-AA-BA-CA-DA-EA-FA-GA-HA-IA-JA) | Violeta         | María Eva Duarte de Perón                                               | Detalle del friso del altar romano de la Paz de Augusto (Ara Pacis)                                        | Sí 2012-          |
| $ 100                                                                                              | Gris            | La Libertad ostentando el pañuelo blanco de las Madres de Plaza de Mayo | Marcha de madres y abuelas, paloma de la paz y secuenciación genética                                      | No cancelado      |

### Cuarta serie «Fauna Autóctona de la República Argentina»
Actualmente en circulación legal desde 2016, conviviendo desde entonces con la segunda y la tercera serie y con la quinta serie desde 2023. El Banco Central argentino anunció el 15 de enero de 2016 una nueva familia de billetes que comenzarían a circular desde mediados de 2016 y nuevas monedas que circularían a partir de 2017. En un principio convivirían con los billetes y monedas de la segunda y tercera series. Estos billetes presentaron en el anverso la figura de un animal típico de la región y en el reverso el hábitat característico de esa especie.
| Denominación | Color principal | Anverso                                 | Reverso                 | Circulación legal |
| --- | --------------- | --------------------------------------- | ----------------------- | ----------------- |
| $ 20 (series A-B-C) | Rojo            | Guanaco y flor de Violeta               | Estepa patagónica       | Sí 2017-          |
| $ 50 (series A-B) | Gris            | Cóndor andino y flor de Amancay         | Cerro Aconcagua         | Sí 2018-          |
| $ 100 (series A-B) | Violeta         | Taruca y flor de Cactus                 | Cordón de Famatina      | Sí 2018-          |
| $ 200 (series A-B-C-D-E-F-G) | Azul            | Ballena franca austral y Alga Luga Roja | Fondo del Mar Argentino | Sí 2016-          |
| $ 500 (series A-B-C-D-E-F-G-H-I-J-K-L-M-N-Ñ-O-P-Q-R-S)                                                                                           | Verde           | Yaguareté y flor de Laurel              | Hábitat selvático       | Sí 2016-          |
| $ 1000 (series A-B-C-D-E-F-G-H-I-J-K-L-M-N-Ñ-O-P-Q-R-S-T-U-V-W-X-Y-Z-AA-BA-CA-DA-EA-FA-GA-HA-IA-JA-KA-LA-MA-NA-ÑA-OA-PA-QA-RA-SA-TA-UA-VA-WA-XA) | Naranja         | Hornero y Margarita de los médanos      | Llanura pampeana        | Sí 2017-          |

### Quinta serie «Heroínas y héroes de la patria»
Actualmente en circulación legal desde 2023, conviviendo con la segunda, la tercera y la cuarta serie. El 24 de mayo de 2022 el gobierno argentino anunció una nueva serie de billetes con un diseño que incluirá nuevamente a próceres nacionales, sustituyendo a los animales de la serie "Fauna" incorporada en 2016. El 2 de febrero de 2023 el Banco Central anunció la puesta en circulación de un billete de 2000 pesos que se hizo efectiva el 22 de mayo. Las figuras en el anverso de este nuevo billete, los científicos Cecilia Grierson y Ramón Carrillo, habían sido propuestas anteriormente para un billete de 5000 pesos cuya circulación nunca se aprobó. En noviembre de 2023 se puso en circulación el billete de 2000 pesos que tendría nuevos elementos de seguridad, cuya primera serie sería la E.[cita requerida]
El 23 de diciembre se decidió cancelar la emisión de los billetes de 100, 200 y 500 pesos, citando "razones obvias". A su vez, desde el Banco Central se informó y posteriormente el gobierno nacional confirmó que se estaba analizando la emisión de billetes de 20 000 y 50 000 pesos, por motivos inflacionarios. El 11 de enero de 2024 el Banco Central decide ampliar la serie aprobando para junio la introducción de billetes de 10 000 con María Remedios del Valle y Manuel Belgrano y de 20 000 con un diseño de Juan Bautista Alberdi. En abril se decidió adelantar la salida de los billetes de 10 000 a mayo y retrasar la salida de los billetes de 20 000 hasta finales de año.
| Denominación                                    | Color principal | Anverso                                    | Reverso                                                               | Circulación legal |
| ----------------------------------------------- | --------------- | ------------------------------------------ | --------------------------------------------------------------------- | ----------------- |
| $ 100                                           | Violeta         | Eva Duarte de Perón                        | Escuela de Enfermería y representación del voto femenino en Argentina | No cancelada      |
| $ 200                                           | Azul            | Martín Miguel de Güemes y Juana Azurduy    | Representación de la Gesta Gaucha                                     | No cancelada      |
| $ 500                                           | Verde           | María Remedios del Valle y Manuel Belgrano | Representación de la primera Jura a la Bandera                        | No cancelada      |
| $ 1000 (series A-B-C-D-E-F-G-H-I-J-K-L-M-N-O-P) | Naranja         | José de San Martín                         | Cruce de los Andes                                                    | Sí 2023-          |
| $ 2000 (series A-B-C-D-E-F-G-H-I-J-K-L-M-N-O-P) | Gris            | Cecilia Grierson y Ramón Carrillo          | Instituto Nacional de Microbiología Dr. Carlos G. Malbrán             | Sí 2023-          |
| $ 10 000 (series A-B-C-D-E-F-G-H-I-J-K-L-M)     | Turquesa        | María Remedios del Valle y Manuel Belgrano | Representación de la primera Jura a la Bandera                        | Sí 2024-          |
| $ 20 000 (series A-B-C-D-E-F-G)                 | Azul marino     | Juan Bautista Alberdi                      | Casa natal de Alberdi                                                 | Sí 2024-          |

## Monedas de curso legal

### Primera serie
Las primeras monedas de este signo monetario se introdujeron en 1992 y continuaron acuñándose hasta el año 2016. Se encuentran actualmente en circulación legal y conviven, a partir del año 2017, con la segunda serie.
| Denominación     | Acuñación                               | Motivo                                                        | Diámetro | Peso   | Material                                       |
| ---------------- | --------------------------------------- | ------------------------------------------------------------- | -------- | ------ | ---------------------------------------------- |
| $ 0,01 (1 cent.) | 1992-1993                               | Laureles                                                      | 16,2 mm  | 1,77 g | Bronce de aluminio                             |
| $ 0,01 (1 cent.) | 1993, 1997-2000                         | Laureles                                                      | 16,2 mm  | 2,00 g | Bronce                                         |
| $ 0,05 (5 cts.)  | 1992-1993, 2004-2005                    | Sol de Mayo                                                   | 17,2 mm  | 2,02 g | Bronce de aluminio                             |
| $ 0,05 (5 cts.)  | 1993-1995                               | Sol de Mayo                                                   | 17,2 mm  | 2,25 g | Cuproníquel                                    |
| $ 0,05 (5 cts.)  | 2006-2011                               | Sol de Mayo                                                   | 17,2 mm  | 2,02 g | Acero revestido en latón                       |
| $ 0,10 (10 cts.) | 1992-1994, 2004-2006                    | Escudo de Argentina                                           | 18,2 mm  | 2,25 g | Bronce de aluminio                             |
| $ 0,10 (10 cts.) | 2006-2011                               | Escudo de Argentina                                           | 18,2 mm  | 2,25 g | Acero revestido en latón                       |
| $ 0,25 (25 cts.) | 1992-1993, 2009-2010                    | Cabildo de Buenos Aires                                       | 24,2 mm  | 5,40 g | Bronce de aluminio                             |
| $ 0,25 (25 cts.) | 1993-1994, 1996                         | Cabildo de Buenos Aires                                       | 24,2 mm  | 6,10 g | Cuproníquel                                    |
| $ 0,50 (50 cts.) | 1992-1994, 2009-2010                    | Casa de Tucumán                                               | 25,2 mm  | 5,80 g | Bronce de aluminio                             |
| $ 1              | 1994-1996, 2006-2010, 2013*², 2016      | Recreación de la primera moneda patria                        | 23,0 mm  | 6,35 g | Anillo: Cuproníquel Centro: Bronce de aluminio |
| $ 2              | 2010*¹, 2011, 2012*², 2014-2016, 2016*² | Motivo conmemorativo al bicentenario de la Revolución de Mayo | 24,5 mm  | 7,20 g | Anillo: Bronce de aluminio Centro: Cuproníquel |

*¹ Aunque fueron acuñadas en el año 2011, se presenta el año del bicentenario de la Revolución de Mayo (2010). En las acuñaciones posteriores se empleó el año de acuñación.

*² Años de acuñación correspondientes a monedas conmemorativas.

### Segunda serie «Árboles de la República Argentina»
El 22 de diciembre de 2017 el Banco Central de la República Argentina anunció la puesta en circulación de nuevas monedas de 1 y 5 pesos. Se informó que dichos valores formarían parte de la nueva familia de monedas, «Árboles de la República Argentina», la cual se completó el 18 de diciembre de 2018 al ser puestas en vigencia las monedas de 2 y 10 pesos.

#### Final de las monedas metálicas
En la actualidad el BCRA, ante la inflación que afecta el país, decidió que la Casa de Moneda cese la acuñación de monedas. Para el gobierno resultaba más caro acuñarlas que su valor nominal. Como ejemplo: en 2021 la moneda de 10 pesos, al ser ensamblada con una aleación metálica, costó USD 0,15 por unidad. Para evitar la fundición, desde 2016, las monedas de 1 y 2 pesos fueron elaboradas con metales electrodepositados de cobre y latón; mientras que las 5 pesos acero electrodepositado y níquel. Estos materiales las hicieron inútiles a la fundición. Sin embargo, las de 10 pesos fueron confeccionadas de alpaca (aleación de cobre, zinc y níquel) que es fundible. 
Finalmente, ante la persistencia de la inflación y la suba récord del precio internacional de los metales se dispuso discontinuar la acuñación total de monedas en 2022.
En 2024 el Banco Central subastó monedas por kilo: 1.500 tambores de unidades cuyo valor fue por su metal. Cada tambor almacenó alrededor de 100.000 monedas cada uno, en 163 lotes. Cada lote, fue compuesto por 10 tambores cerrados que pesaban aproximadamente 7.200 kilos y se ofrecieron con un precio base de $4.390.000.
| Denominación | Acuñación  | Color | Motivo        | Diámetro | Peso  | Material                           |
| ------------ | ---------- | ----- | ------------- | -------- | ----- | ---------------------------------- |
| $ 1          | 2017-2020  |       | Jacarandá     | 20,0 mm  | 4,3 g | Acero electrodepositado con cobre  |
| $ 2          | 2018       |       | Palo borracho | 21,5 mm  | 5,0 g | Acero electrodepositado con latón  |
| $ 5          | 2017, 2020 |       | Arrayán       | 23,0 mm  | 7,3 g | Acero electrodepositado con níquel |
| $ 10         | 2018-2020  |       | Caldén        | 24,5 mm  | 9,0 g | Alpaca                             |

### Emisiones conmemorativas
| Motivo | Año              | Valor facial | Material                         |
| --- | ---------------- | ------------ | -------------------------------- |
| Convención Nacional Constituyente                                                                                            | 1994             | $ 2          | Níquel o plata                   |
| Convención Nacional Constituyente                                                                                            | 1994             | $ 5          | Níquel o plata                   |
| Convención Nacional Constituyente                                                                                            | 1994             | $ 25         | Oro                              |
| Convención Nacional Constituyente                                                                                            | 1994             | $ 50         | Oro                              |
| 50.º aniversario de la ONU                                                                                                   | 1995             | $ 1          | Plata                            |
| 50.º aniversario de la ONU                                                                                                   | 1995             | $ 5          | Oro                              |
| 50.º aniversario de Unicef                                                                                                   | 1996             | $ 0,50       | Bronce de aluminio               |
| 50.º aniversario de Unicef                                                                                                   | 1996             | $ 1          | Bronce de aluminio y cuproníquel |
| 50.º aniversario de la Ley 13.010 de sufragio femenino                                                                       | 1997             | $ 0,50       | Bronce de aluminio               |
| 50.º aniversario de la Ley 13.010 de sufragio femenino                                                                       | 1997             | $ 1          | Bronce de aluminio y cuproníquel |
| Monedas del Mercosur | 1998             | $ 0,50       | Bronce de aluminio               |
| Monedas del Mercosur | 1998             | $ 1          | Bronce de aluminio y cuproníquel |
| Centenario del nacimiento de Jorge Luis Borges                                                                               | 1999             | $ 1          | Plata                            |
| Centenario del nacimiento de Jorge Luis Borges                                                                               | 1999             | $ 2          | Cuproníquel                      |
| Centenario del nacimiento de Jorge Luis Borges                                                                               | 1999             | $ 5          | Oro                              |
| 180.º aniversario del fallecimiento del Gral. Martín Miguel de Güemes                                                        | 2000             | $ 0,50       | Bronce de aluminio               |
| 180.º aniversario del fallecimiento del Gral. Martín Miguel de Güemes                                                        | 2000             | $ 5          | Oro                              |
| 150.º aniversario del fallecimiento del Gral. José de San Martín                                                             | 2000             | $ 0,50       | Bronce de aluminio               |
| 150.º aniversario del fallecimiento del Gral. José de San Martín                                                             | 2000             | $ 5          | Oro                              |
| Centenario de la Fundación de Comodoro Rivadavia                                                                             | 2001             | $ 5          | Oro                              |
| Bicentenario del nacimiento del General Justo José de Urquiza                                                                | 2001             | $ 1          | Bronce de aluminio y cuproníquel |
| Bicentenario del nacimiento del General Justo José de Urquiza                                                                | 2001             | $ 5          | Oro                              |
| 50.º aniversario del fallecimiento de Eva Perón                                                                              | 2002             | $ 1          | Plata                            |
| 50.º aniversario del fallecimiento de Eva Perón                                                                              | 2002             | $ 2          | Cuproníquel                      |
| 50.º aniversario del fallecimiento de Eva Perón                                                                              | 2002             | $ 5          | Oro                              |
| Copa Mundial de la FIFA Alemania 2006                                                                                        | 2003-2005        | $ 5          | Plata                            |
| Copa Mundial de la FIFA Alemania 2006                                                                                        | 2004-2005        | $ 10         | Oro                              |
| 70.º aniversario del BCRA | 2005             | $ 1          | Plata                            |
| 20.º aniversario del fallecimiento de Jorge Luis Borges                                                                      | 2006             | $ 1          | Plata                            |
| 25.º aniversario de la Guerra de las Malvinas                                                                                | 2007             | $ 1          | Plata                            |
| 25.º aniversario de la Guerra de las Malvinas                                                                                | 2007             | $ 2          | Cuproníquel                      |
| 25.º aniversario de la Guerra de las Malvinas                                                                                | 2007             | $ 5          | Oro                              |
| Centenario del descubrimiento del Petróleo Argentino                                                                         | 2007             | $ 1          | Plata                            |
| Centenario del descubrimiento del Petróleo Argentino                                                                         | 2007             | $ 2          | Cuproníquel                      |
| Centenario del descubrimiento del Petróleo Argentino                                                                         | 2007             | $ 5          | Oro                              |
| 125.º aniversario del primer Año Polar Internacional                                                                         | 2008 (cuño 2007) | $ 5          | Plata                            |
| Defensa de los Derechos Humanos                                                                                              | 2009 (cuño 2006) | $ 1          | Plata                            |
| Defensa de los Derechos Humanos                                                                                              | 2009 (cuño 2006) | $ 2          | Cuproníquel                      |
| Defensa de los Derechos Humanos                                                                                              | 2009 (cuño 2006) | $ 5          | Oro                              |
| 75.º aniversario del BCRA | 2010             | $ 2          | Cuproníquel o plata              |
| 75.º aniversario del BCRA | 2010             | $ 5          | Oro                              |
| Rally Dakkar Argentina-Chile 2010                                                                                            | 2010             | $ 1          | Plata                            |
| Copa Mundial de Fútbol de Sudáfrica 2010                                                                                     | 2010             | $ 5          | Plata                            |
| Copa Mundial de Fútbol de Sudáfrica 2010                                                                                     | 2010             | $ 10         | Oro                              |
| Bicentenario de la Revolución de Mayo: Cerro Aconcagua, Glaciar Perito Moreno, El Palmar, Pucará de Tilcara, y Mar del Plata | 2010             | $ 1          | Bronce de aluminio y cuproníquel |
| Bicentenario de la Revolución de Mayo: Cerro Aconcagua, Glaciar Perito Moreno, El Palmar, Pucará de Tilcara, y Mar del Plata | 2013 (cuño 2010) | $ 1          | Plata                            |
| 30.º aniversario de la Guerra de las Malvinas                                                                                | 2012             | $ 2          | Cuproníquel y bronce de aluminio |
| Copa Mundial de Fútbol de Brasil 2014                                                                                        | 2013             | $ 5          | Plata                            |
| Programa Internacional de Monedas Fabulosos 15 «Tango»                                                                       | 2013             | $ 5          | Plata                            |
| Bicentenario de la Primera Moneda Patria                                                                                     | 2013             | $ 1          | Bronce de aluminio y cuproníquel |
| Programa Internacional de Monedas Fabulosos 15 «El payador»                                                                  | 2014             | $ 5          | Plata                            |
| 80.º aniversario del BCRA | 2015             | $ 1          | Plata                            |
| Bicentenario de la Declaración de Independencia                                                                              | 2016             | $ 2          | Cuproníquel y bronce de aluminio |
| Copa Mundial de Fútbol Rusia 2018                                                                                            | 2018             | $ 5          | Plata                            |
| Bicentenario del Paso a la Inmortalidad del General Manuel Belgrano                                                          | 2020             | $ 1          | Plata                            |
| Copa Mundial de Fútbol Catar 2022                                                                                            | 2022             | $ 5          | Plata                            |
| Copa Mundial de Fútbol Catar 2022                                                                                            | 2022             | $ 10         | Oro                              |
| 40.º Aniversario de la Restauración de la Democracia                                                                         | 2023             | $ 1          | Plata                            |

### Participación en Series Iberoamericanas
| Serie                                                 | Motivo                                                | Año  | Valor facial | Material  |
| ----------------------------------------------------- | ----------------------------------------------------- | ---- | ------------ | --------- |
| II: Animales autóctonos en peligro de extinción       | Figura del tatú guazú                                 | 1996 | $ 25         | Plata 925 |
| III: Danzas y trajes típicos Iberoamericanos          | Pareja bailando la Zamba                              | 1998 | $ 25         | Plata 925 |
| IV: El hombre y su caballo                            | Gaucho domando su caballo                             | 2000 | $ 25         | Plata 925 |
| V: La Náutica                                         | Fragata A.R.A. Presidente Sarmiento                   | 2002 | $ 25         | Plata 925 |
| VI: Arquitectura y monumentos                         | Edificio del Teatro Colón                             | 2005 | $ 25         | Plata 925 |
| VII: Países iberoamericanos en los Deportes Olímpicos | Acción de encestar el balón (baloncesto)              | 2008 | $ 25         | Plata 925 |
| VIII: Monedas Históricas Iberoamericanas              | Réplica del anverso del Patacón                       | 2010 | $ 25         | Plata 925 |
| IX: 20.º aniversario                                  | Iconografía primitiva del hombre y alegoría del árbol | 2010 | $ 25         | Plata 925 |
| X: Raíces Culturales                                  | La Wiphala y el Pabellón Nacional Argentino           | 2015 | $ 25         | Plata 925 |
| XI: Maravillas Naturales                              | Paisaje de la Serranía de Hornocal                    | 2017 | $ 25         | Plata 925 |

## Cambios de monedas en la Argentina y en otros países latinoamericanos
La moneda argentina en la historia, al igual que en otros países, ha sufrido cambios de denominación y adición y quita de ceros debido a procesos inflacionarios. Desde 1969 a la fecha hubo cinco cambios de moneda en el país.
- Argentina:[122]
  - 1970, dos ceros
 Peso Ley 18.188
  - 1983, cuatro ceros
 Peso argentino
  - 1985, tres ceros
 Austral
  - 1992, cuatro ceros.
 Peso (aquí citado)
- Bolivia:[122]
  - 1963, tres ceros
Peso boliviano
  - 1987, seis ceros
Boliviano
- Brasil:[122]
  - 1942, tres ceros
Cruzeiro antiguo
  - 1967, tres ceros
Cruzeiro nuevo
  - 1986, tres ceros
Cruzado
  - 1989, tres ceros
Cruzado novo
  - 1990, tres ceros
 Tercer Cruzeiro
  - 1993, tres ceros
Cruzeiro real
  - 1994. Real brasileño
- Chile:[122]
  - 1960, tres ceros.
 Escudo
  - 1975, tres ceros
 Peso
- Perú:[122]
  - 1985, tres ceros
(Inti)
  - 1991, seis ceros
(Sol peruano)
- Uruguay:[122]
  - 1973, tres ceros
Nuevo peso
  - 1993, tres ceros
Peso uruguayo
- Venezuela:[122]
  - 2008, tres ceros
 Bolívar fuerte
  - 2018, cinco ceros
Bolívar soberano
  - 2021, seis ceros
Bolívar digital[123]